# Paulo César (football, 1980)
Pour les articles homonymes, voir Paulo César et César.
Paulo César Rocha Rosa dit Paulo César, né le 5 février 1980 à São Luís, est un footballeur brésilien. 
Depuis 2008, il évolue au poste d'attaquant dans le club portugais du Sporting Braga.

## Biographie
Lors de la saison 2010-2011, Paulo César atteint avec Braga, la finale de la ligue Europa 2011. Titulaire le 18 mai 2011 à l'Aviva Stadium de Dublin, il ne put empêcher la défaite de son équipe 1-0 face au FC Porto,. 

## Palmarès
- Sporting Braga
  - Ligue Europa
    - Finaliste : 2011

  - Championnat du Portugal
    - Vice-champion : 2010